# Róża z Limy
Róża z Limy, właśc. Isabel Flores de Oliva (ur. 20 kwietnia 1586 w Limie w Peru, zm. 24 sierpnia 1617 tamże) – ascetka peruwiańska, tercjarka dominikańska, dziewica i pierwsza święta Kościoła katolickiego pochodząca z Ameryki.

## Życiorys

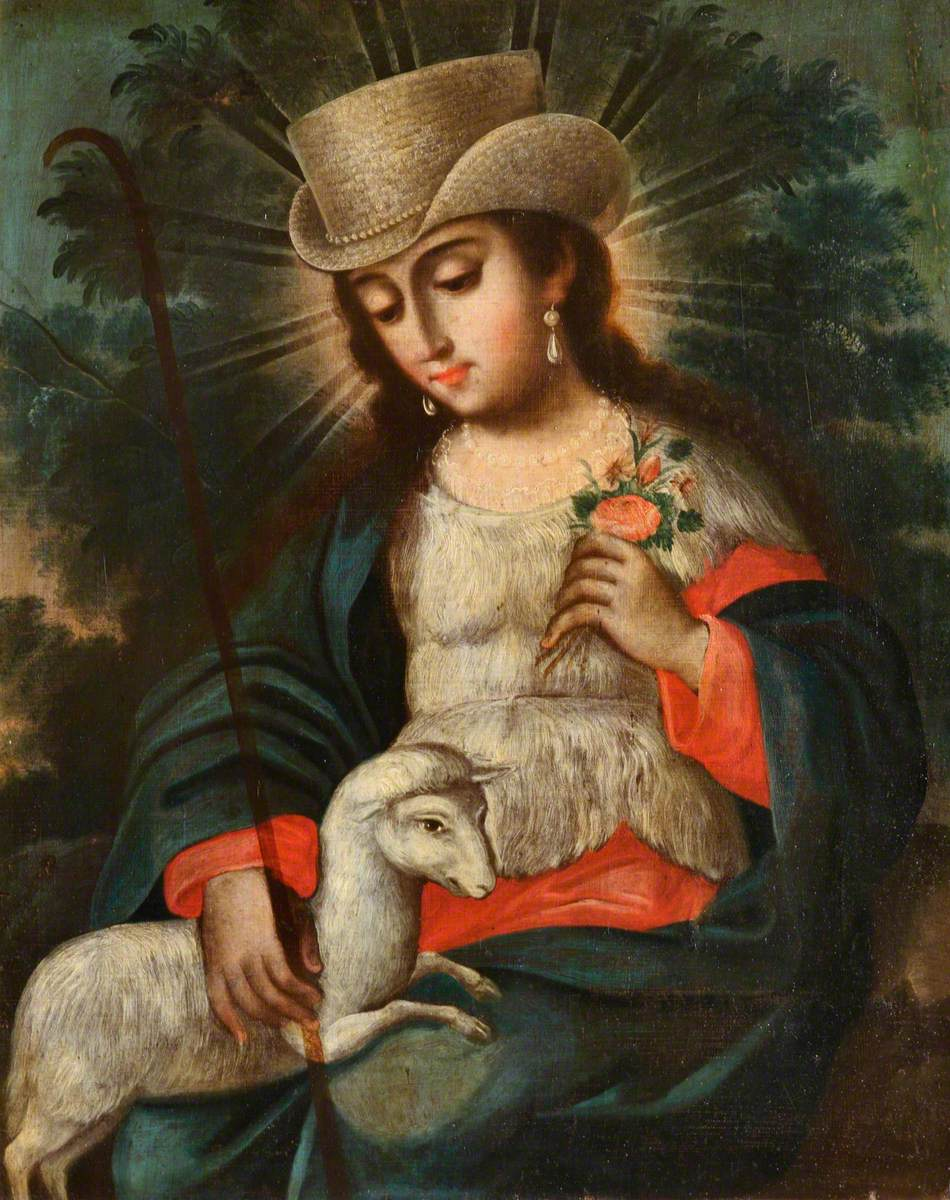
Wizerunek świętej Róży z owieczką (szkoła peruwiańska)

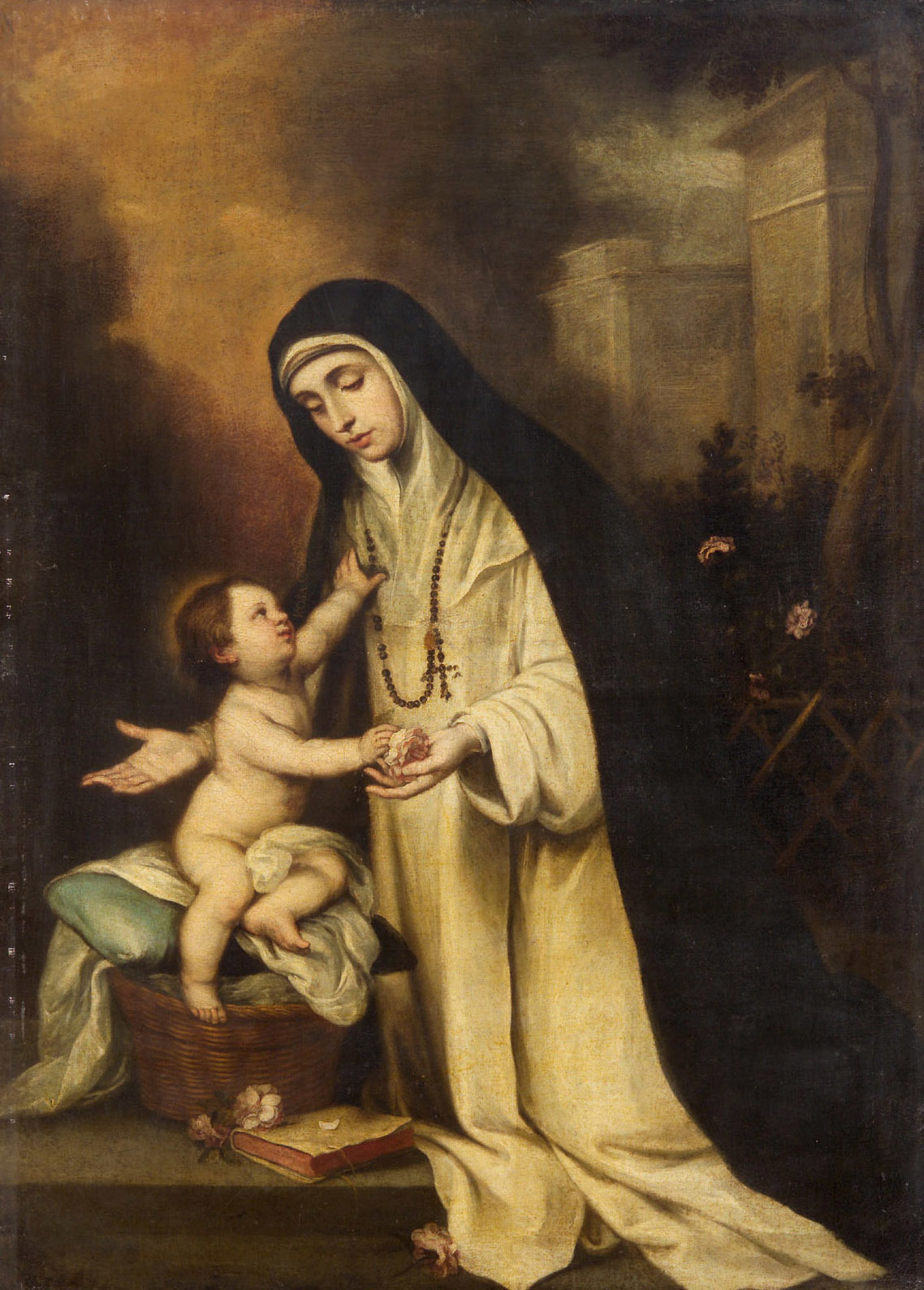
Róża z Limy przedstawiana jest często z Dzieciątkiem Jezus

Jej rodzicami byli Gaspar Flores i Maria Oliva. Została ochrzczona jako Izabela, jednak ze względu na delikatność jej cery nazywano ją Różą. Imię to otrzymała również na bierzmowaniu. Odznaczała się głęboką wiarą i pobożnością. Jako dziecko złożyła ślub czystości. Próbowano wydać ją za mąż, jednak ona przeciwstawiła się temu. Ponieważ rodzina była niezamożna wcześnie zaczęła pracować: zajmowała się hodowlą kwiatów, haftem i szyciem. W wieku 20 lat została tercjarką dominikańską. Zamieszkała wtedy w letnim domku w ogrodzie swoich rodziców. Za swój ideał i patronkę uważała św. Katarzynę ze Sieny. Czas spędzała na postach, umartwieniach i modlitwie. Żyła niezwykle surowo. Niosła pomoc ubogim i chorym, zwłaszcza Indianom i niewolnikom. Uważana jest za prekursorkę służby społecznej w Peru. Zmarła w dniu, który przepowiedziała. Ze względu na sławę jej świętości już za życia, dominikanie pochowali ją najpierw w krużganku klasztornym, a dwa lata później w swoim kościele w Limie w kaplicy św. Katarzyny ze Sieny.

## Kult
Beatyfikacja i kanonizacja
Róża została beatyfikowana 15 kwietnia 1668 roku przez Klemensa IX, który ogłosił ją patronką Ameryki Południowej. Kanonizowana została w 1671 r. przez Klemensa X.
Dzień obchodów
Wspomnienie liturgiczne św. Róży w Kościele katolickim obchodzone jest 23 sierpnia.
Patronat
Święta Róża z Limy ogłoszona została patronką Kontynentu amerykańskiego. Jej oficjalny tytuł brzmi: "Główna i uniwersalna patronka wszystkich prowincji, królestw, wysp i regionów stałego lądu w całej Ameryce i na Filipinach".
Patronuje również kwiaciarkom i ogrodnikom. Wzywana jest w przypadku waśni rodzinnych.
Ikonografia
W ikonografii przedstawiana jest, jako młoda dominikanka w habicie.
Jej atrybutami są: Dziecię Jezus w ramionach, korona z cierni, kotwica, krzyż, róża, wianek z róż.